# Рикардињо (футсалер)
Рикардо Фелипе да Силва Брага (рођен 3. септембар 1985. у Валбому), познатији као Рикардињо, португалски је професионални футсалер који тренутно наступа за шпански клуб Интер ФС и репрезентацију Португала као крило.
Надимак мађионичар (порт. O Mágico) је добио зато што је 5 пута добио награду "Најбољи футсалер године", 2010. године као играч Бенфике, а од 2014. до 2017. као играч Интера. Рикардињо је једини играч који је освојио награду пет пута и једини португалски играч који је освојио ту награду.

## Трофеји

### Клуб
Бенфика
- Прва футсал лига Португала (5): 2004/2005, 2006/2007, 2007/2008, 2008/2009, 2011/2012;
- Куп Португала (4): 2004/2005, 2006/2007, 2008/2009, 2011/2012;
- Суперкуп Португала (3): 2006., 2007., 2009.;
- УЕФА футсал куп (1): 2009/2010;

Нагоја
- Прва футсал лига Јапана (2): 2010/2011, 2012/2013;
- Арена куп (2): 2010., 2012.;

Интер Мовистар
- Прва футсал лига Шпаније (4): 2013/2014, 2014/2015, 2015/2016, 2016/2017;
- Куп Шпаније (3): 2014., 2016., 2017.;
- Куп краља (1): 2014–15;
- Суперкуп Шпаније (2): 2015., 2017.;
- УЕФА футсал куп (1): 2016/2017;

### Индивидуални
- Европско првенство - најбољи играч (1): 2007.;
- Најбољи футсалер године (5): 2010., 2014., 2015., 2016., 2017.;
- Прва футсал лига Португала - најбољи играч (1): 2006/2007;
- Прва футсал лига Португала - најбољи стрелац (1): 2006/2007 (49 гола);
- Прва футсал лига Португала - најбољи млади играч (1): 2002/2003;
- Прва футсал лига Јапана - најбољи играч (1): 2010/2011;
- Светско првенство - Бронзана лопта (1): 2012.;
- Куп Шпаније - најбољи играч (1): 2014.;
- Прва футсал лига Шпаније - најбољи играч (2): 2013/2014, 2014/2015;
- Светско првенство - златна патика (1): 2016.